# داني كينغ (كاتب)
داني كينغ (بالإنجليزية: Danny King)‏ هو كاتب سيناريو بريطاني، ولد في 5 مارس 1969.